# Талалаева, Светлана Петровна
Светлана Петровна Талалаева  (в замужестве — Шпанова; 27 февраля 1927, Ростов-на-Дону — 27 апреля 2013, Барнаул) — советская и российская театральная актриса. Народная артистка РСФСР (05.08.1980) первая и единственная народная артистка на Алтае.

## Биография
Более 40 лет работала на сцене Алтайского краевого театра драмы. Сыграла более 300 работ классического и современного репертуара.

### Семья
- Муж — театральный режиссёр Сергей Константинович Шпанов (1914 - 1983)
- Сын - Сергей Сергеевич Шпанов (1956 - 2011)

## Заслуги и награды
- Народная артистка РСФСР (05.08.1980).
- Заслуженная артистка РСФСР (10.11.1969).
- Орден Почёта (2007)
- В 2000 году она была удостоена Премии Алтайского края в номинации «Театральное искусство».
- В 2011 году награждена медалью «За заслуги перед обществом».

## Работы в театре
- «Хижина дяди Тома» — Дороти (дебют)
- «Гроза» А. Островского — Катерина
- «Анна Каренина» Л. Н. Толстого — Анна Каренина
- «Дачники» М. Горького — Варвара Басова
- «Враги» М. Горького — Татьяна
- «Одна» С. Алешина — Варя
- «Цыган» по повести А. Б. Калинина — Клавдия
- «Бабье царство» Ю. Нагибина и Ц. Солодаря — Надежда Петровна
- «Сослуживцы» Э. Брагинского и Э. Рязанова — Калугина
- «Святая святых» И. Друцэ — Мария
- «Чрезвычайный посол» братьев Тур — Елизавета Кольцова (Коллонтай)
- «Любовь Яровая» К.Тренева — Любовь Яровая
- «Мария Тюдор» В. Гюго — Королева Мария
- «Без вины виноватые» А. Островского — Кручинина
- «Бесприданница» А. Островского — Лариса
- «Василиса Мелентьева» А. Островского — Василиса Мелентьева
- «Последняя жертва» А. Островского — Юлия Тугина
- «Волки и овцы» А. Островского — Купавина
- «Бешеные деньги» А. Островского — Чебоксарова
- «Зимняя сказка» У. Шекспира — Паулина
- «Корнелия» М. Чорчолини — Корнелия
- «Чудаки» М. Горького — Медведева
- «Великолепнейшая из Кремоны» по пьесе Вайнеров и Тур — Филонова
- «Все в саду» Э. Олби — мадам Туз
- «Моя профессия — синьор из высшего общества» Д. Скарначчи, Р. Тарабузи — Матильда
- «Здравствуйте, люди!» по рассказам В. Шукшина — тёща
- «Дорогая Памела» Дж. Патрика — Памела
- «Гарольд и Мод» К. Хиггинса и Ж-К. Каррьера — Мод
- «Привидения» Г. Ибсена — фру Альвинг
- «Дальше — тишина…» В. Дельмара — Люси
- «Пока она умирала» Н. Птушкиной — Софья Ивановна
- «Деревья умирают стоя» А. Касоны — бабушка
- «Странная миссис Сэвидж» Джона Патрика — миссис Сэвидж
- «Соло для часов с боем» О. Заградника — пани Конти
- «Пиковой даме» А. С. Пушкина — графиня